# Municipio Puerto Acosta
Das Municipio Puerto Acosta liegt im Departamento La Paz im südamerikanischen Anden-Staat Bolivien.

## Lage im Nahraum
Das Municipio Puerto Acosta ist eines von fünf Municipios der Provinz Eliodoro Camacho und liegt im nordwestlichen Teil der Provinz. Es grenzt im Nordwesten an die Republik Peru, im Südwesten an den Titicacasee, im Südosten an das Municipio Escoma, im Osten an das Municipio Mocomoco und im Norden an das Municipio Humanata.
Das Municipio Puerto Acosta ist per Gesetz von 2009 in die drei Municipios Puerto Acosta, Escoma und Humanata aufgespalten worden, der zentrale Ort des Municipios Puerto Acosta ist Puerto Acosta mit 1359 Einwohnern (Volkszählung 2012) im nordwestlichen Teil des Municipio am Titicacasee gelegen.

## Geographie
Das Municipio Puerto Acosta liegt auf dem bolivianischen Altiplano am Westrand der Cordillera Real.
Die mittlere Durchschnittstemperatur der Region liegt bei knapp 9 °C, der Jahresniederschlag beträgt etwa 850 mm (siehe Klimadiagramm). Die Region weist ein ausgeprägtes Tageszeitenklima auf, die Monatsdurchschnittstemperaturen schwanken nur unwesentlich zwischen knapp 6 °C im Juli und gut 10 °C von November bis Januar. Die Monatsniederschläge liegen zwischen unter 15 mm in von Juni bis August und einer Feuchtezeit von Dezember bis März mit Werten zwischen 120 und 170 mm.

## Bevölkerung
Die Einwohnerzahl des Municipio Puerto Acosta in den Grenzen seit der Teilung von 2009 ist im folgenden Jahrzehnt um etwa ein Fünftel zurückgegangen, dann jedoch wieder deutlich angestiegen:
| Jahr | Einwohner | Quelle       |
| ---- | --------- | ------------ |
| 1992 | 13.745    | Volkszählung |
| 2001 | 13.772    | Volkszählung |
| 2012 | 11.267    | Volkszählung |
| 2024 | 13.940    | Volkszählung |

Die Lebenserwartung der Neugeborenen lag im Jahr 2001 bei 59,8 Jahren, die Säuglingssterblichkeit ist von 6,5 Prozent (1992) auf 7,4 Prozent im Jahr 2001 gestiegen.
Der Alphabetisierungsgrad bei den über 15-Jährigen beträgt 72,6 Prozent, und zwar 87,5 Prozent bei Männern und 58,9 Prozent bei Frauen. (2001)
51,1 Prozent der Bevölkerung sprechen Spanisch, 97,3 Prozent sprechen Aymara, und 0,2 Prozent Quechua. (2001)
82,0 Prozent der Bevölkerung haben keinen Zugang zu Elektrizität, 87,1 Prozent leben ohne sanitäre Einrichtung. (2001)
45,2 Prozent der Haushalte besitzen ein Radio, 4,5 Prozent einen Fernseher, 22,1 Prozent ein Fahrrad, 0,4 Prozent ein Motorrad, 0,5 Prozent einen PKW, 0,1 Prozent einen Kühlschrank, und 0,2 Prozent ein Telefon. (2001)

## Politik
Ergebnis der Regionalwahlen (concejales del municipio) vom 4. April 2010:
| Wahl- berechtigte |  | Wahl- beteiligung | gültige Stimmen |  | MAS-IPSP | ASP    | MSM    | M.P.S. | UN    |
| ----------------- |  | ----------------- | --------------- |  | -------- | ------ | ------ | ------ | ----- |
| 5.453             |  | 5.014             | 3.544           |  | 1.303    | 904    | 682    | 533    | 122   |
|                   |  | 91,9 %            | 70,7 %          |  | 36,8 %   | 25,5 % | 19,2 % | 15,0 % | 3,4 % |

Ergebnis der Regionalwahlen (elecciones de autoridades políticas) vom 7. März 2021:
| Wahl- berechtigte |  | Wahl- beteiligung | gültige Stimmen |  | J.A.LLALLA.L.P. | MAS-IPSP | PBCSP  | MTS    | VENCEREMOS | ASP    | SOL.BO | PDC    |
| ----------------- |  | ----------------- | --------------- |  | --------------- | -------- | ------ | ------ | ---------- | ------ | ------ | ------ |
| 6.137             |  | 5.580             | 4.325           |  | 1.968           | 1.502    | 180    | 178    | 93         | 76     | 75     | 74     |
|                   |  | 90,92 %           | 77,51 %         |  | 45,50 %         | 34,73 %  | 4,16 % | 4,12 % | 2,15 %     | 1,76 % | 1,73 % | 1,71 % |

## Gliederung
Das Municipio untergliederte sich bei der letzten Volkszählung von 2012 in die folgenden fünf Kantone (cantones):
- 02-0401-01 Kanton Puerto Acosta – 55 Ortschaften – 6.360 Einwohner
- 02-0401-02 Kanton Kellahuyo – 5 Ortschaften – 734 Einwohner
- 02-0401-05 Kanton Parajachi – 18 Ortschaften – 2.245 Einwohner
- 02-0401-08 Kanton Chiñaya 6 de Agosto – 10 Ortschaften – 1.580 Einwohner
- 02-0401-09 Kanton San Juan de Cancanani – 3 Ortschaften – 348 Einwohner

## Ortschaften im Municipio Puerto Acosta
- Kanton Puerto Acosta
  - Puerto Acosta 1359 Einw.